# Градац (Далмација)
Градац је насељено место и седиште општине у Сплитско-далматинској жупанији, Република Хрватска.

## Историја
До територијалне реорганизације у Хрватској налазио се у саставу старе општине Плоче.

## Становништво
На попису становништва 2011. године, општина Градац је имала 3.261 становника, од чега у самом Градцу 1.308.

### Општина Градац
| Број становника по пописима | Број становника по пописима | Број становника по пописима | Број становника по пописима | Број становника по пописима | Број становника по пописима | Број становника по пописима | Број становника по пописима | Број становника по пописима | Број становника по пописима | Број становника по пописима | Број становника по пописима | Број становника по пописима | Број становника по пописима | Број становника по пописима | Број становника по пописима |
| --------------------------- | --------------------------- | --------------------------- | --------------------------- | --------------------------- | --------------------------- | --------------------------- | --------------------------- | --------------------------- | --------------------------- | --------------------------- | --------------------------- | --------------------------- | --------------------------- | --------------------------- | --------------------------- |
| 1857                        | 1869                        | 1880                        | 1890                        | 1900                        | 1910                        | 1921                        | 1931                        | 1948                        | 1953                        | 1961                        | 1971                        | 1981                        | 1991                        | 2001                        | 2011                        |
| 2.432                       | 2.689                       | 2.772                       | 3.162                       | 3.339                       | 3.453                       | 3.366                       | 3.002                       | 2.202                       | 2.079                       | 2.015                       | 2.271                       | 2.317                       | 2.567                       | 3.615                       | 3.261                       |

Напомена: Настала из старих општина Плоче и Макарска.

### Градац (насељено место)
| Број становника по пописима | Број становника по пописима | Број становника по пописима | Број становника по пописима | Број становника по пописима | Број становника по пописима | Број становника по пописима | Број становника по пописима | Број становника по пописима | Број становника по пописима | Број становника по пописима | Број становника по пописима | Број становника по пописима | Број становника по пописима | Број становника по пописима | Број становника по пописима |
| --------------------------- | --------------------------- | --------------------------- | --------------------------- | --------------------------- | --------------------------- | --------------------------- | --------------------------- | --------------------------- | --------------------------- | --------------------------- | --------------------------- | --------------------------- | --------------------------- | --------------------------- | --------------------------- |
| 1857                        | 1869                        | 1880                        | 1890                        | 1900                        | 1910                        | 1921                        | 1931                        | 1948                        | 1953                        | 1961                        | 1971                        | 1981                        | 1991                        | 2001                        | 2011                        |
| 537                         | 640                         | 705                         | 867                         | 926                         | 1.037                       | 1.010                       | 886                         | 696                         | 629                         | 681                         | 920                         | 1.069                       | 1.196                       | 1.574                       | 1.308                       |

### Попис1991.
На попису становништва 1991. године, насељено место Градац је имало 1.196 становника, следећег националног састава:
| Попис 1991.‍   | Попис 1991.‍  | Попис 1991.‍ | Попис 1991.‍ | Попис 1991.‍ |
| ------------- | ------------ | ----------- | ----------- | ----------- |
|               |              |             |             |             |
| Хрвати        | Хрвати       |             | 996         | 83,27%      |
| Југословени   | Југословени  |             | 64          | 5,35%       |
| Срби          | Срби         |             | 54          | 4,51%       |
| Муслимани     | Муслимани    |             | 13          | 1,08%       |
| Немци         | Немци        |             | 5           | 0,41%       |
| Албанци       | Албанци      |             | 3           | 0,25%       |
| Црногорци     | Црногорци    |             | 3           | 0,25%       |
| Мађари        | Мађари       |             | 1           | 0,08%       |
| Словенци      | Словенци     |             | 1           | 0,08%       |
| Турци         | Турци        |             | 1           | 0,08%       |
| Чеси          | Чеси         |             | 1           | 0,08%       |
| остали        | остали       |             | 5           | 0,41%       |
| неопредељени  | неопредељени |             | 27          | 2,25%       |
| регион. опр.  | регион. опр. |             | 10          | 0,83%       |
| непознато     | непознато    |             | 12          | 1,00%       |
| укупно: 1.196 |              |             |             |             |